# Hegesandros von Delphi
Hegesandros (altgriechisch Ἡγήσανδρος) war ein griechischer Schriftsteller und Anekdotensammler aus Delphi. Seine Lebensdaten sind nicht bekannt, seine Lebenszeit wird meist im 2. Jahrhundert v. Chr. angesetzt. Eine zeitliche Grenze für sein Schaffen bietet der von ihm erwähnte rhodische Politiker Rhodophon, dessen Aktivität auch bei Polybios für die Jahre 172–167 v. Chr. nachweisbar ist.
Hegesandros verfasste das Werk Hypomnemata (Ὑπομνήματα, deutsch etwa „Erinnerungen“), eine Sammlung von meist ungesicherten Anekdoten über berühmte Griechen, wie beispielsweise Könige, Philosophen oder Kurtisanen, geschmückt mit Informationen zu Sitten, Kunst und Natur. Das Werk wurde später mehrfach vom Buntschriftsteller Athenaios zitiert, der auch die Quelle für Hegesandros’ Heimat Delphi ist. Erwähnung fand Hegesander zudem bei Hesych und in der Suda.